# UN-Ausschuss für die Rechte des Kindes
Der Ausschuss für Kinderrechte, CRC, (englisch Committee on the Rights of the Child, CRC), ist ein von der UNO eingesetztes Kontrollorgan, welches die Umsetzung und Einhaltung des Übereinkommens über die Rechte des Kindes (KRK) und seiner Zusatzprotokolle durch die Vertragsstaaten überwacht. Stellt er bei der Kontrolle Mängel fest, kann er den Staaten Vorschläge und Empfehlungen unterbreiten, wie sie die Umsetzung des Vertrags verbessern können (Art. 62 Abs. 3 UN-Charta). Der CRC-Ausschuss besteht aus 18 Sachverständigen und tagt dreimal jährlich in Genf.
Laut Angaben des Ausschusses prüft er auch von Kindern eingereichte Individualbeschwerden, bei Staatenberichten können auch Selbstorganisationen von Kindern (von Kindern gegründete und geführte Organisationen, Child-led organizations) Parallelberichte einreichen. Dazu nehmen Kinder bei Verhandlungen über die Umsetzung der KRK gleichberechtigt teil. Womit dieser Ausschuss das einzige Kontrollorgan ist, welches Kinder wie Volljährige behandelt.

## Aufgaben und Tätigkeiten
Die Schaffung des Ausschusses und dessen Aufgaben sind im Teil II der KRK festgelegt, seine Zuständigkeit bezieht sich ausschließlich auf Staaten, welche die entsprechenden Abkommen ratifizierten (Art. 43 KRK), dazu ist es auch davon abhängig, welche Erklärungen und Vorbehalte die Staaten bei Vertragsabschluss machten (Art. 47 KRK).
Der CRC ist zuständig für die Einhaltung folgender Abkommen:
- Übereinkommen über die Rechte des Kindes (KRK)[5][22]
- 1. FP zur Beteiligung von Kindern an bewaffneten Konflikten (KRK 1. FP)[23][24]
- 2. FP betreffend den Verkauf von Kindern, der Kinderprostitution und der Kinderpornografie (KRK 2. FP)[25][26]
- 3. FP für (Beschwerde-) Mitteilungsverfahren (KRK 3. FP)[27][28]

Seine diesbezügliche Tätigkeiten beziehen sich auf:
- Staatenberichte, gem. Art. 44 f. KRK, Art. 8 KRK 1. FP, Art. 12 KRK 2. FP
- Individualbeschwerden, gem. Art. 5 ff KRK 3. FP
- Staatenbeschwerden, gem. Art. 8 KRK 3. FP
- Untersuchungsverfahren, gem. Art. 13 f. KRK 3. FP

Der Ausschuss ist nicht zuständig für andere internationale Verträge zum Schutz von Kindern, wie:
- Übereinkommen Nr. 182 der IAO über das Verbot und unverzügliche Maßnahmen zur Beseitigung der schlimmsten Formen der Kinderarbeit[29]
- Konvention Nr. 183 der IAO über das Mindestalter der Arbeitnehmer[30]
- Europäisches Übereinkommen über die Ausübung von Kinderrechten[31]
- usw.

### Vertragsgrundlage
Die Kinderrechtskonvention (KRK) ist ein von der UNO geschaffenes Menschenrechtsabkommen welches am 20. November 1989 von der UN-Generalversammlung verabschiedet wurde und am 2. September 1990 in Kraft trat (Art. 49 KRK). Der Zweck der KRK ist die Anerkennung von Kindern als Träger unveräußerlicher Grundrechte. Um einen Konsens zu erreichen damit möglichst viele Staaten dem Abkommen beitreten, wurden die strittigen Punkte ausgeklammert und in den drei Zusatzprotokollen geregelt, z. B. die Militärpflicht, Kinderhandel usw.
In der KRK wurde Kind definiert als jemand der das achtzehnte Lebensjahr noch nicht vollendet hat (Art. 1 KRK). Kinderrechte sind teilweise auch in anderen Abkommen wie dem Zivil- oder Sozialpakt enthalten, wodurch stellenweise Widersprüche entstehen.
Das erste Fakultativprotokoll (KRK 1. FP) vom 25. Mai 2000 über Kinder in bewaffneten Konflikten erhöht das Schutzalter der Knaben vor einer zwangsweisen Rekrutierung von 15 Jahren (Art. 38 KRK) auf 18 Jahre (Art. 1 KRK 1. FP), dazu wird der Schutz vor freiwilliger Rekrutierung verbindlicher geregelt. Wie die KRK (Art. 44 KRK) enthält es ebenfalls ein Berichtsverfahren (Art. 8 KRK 1. FP). Dieses Protokoll trat am 12. Februar 2002 in Kraft (Art. 10 KRK 1. FP).
Das zweite Fakultativprotokoll (KRK 2. FP) vom 25. Mai 2000 zur Bekämpfung vom Kinderhandel, Kinderprostitution und Kinderpornographie verbessert den in Art. 34 und 35 KRK gewährten Schutz (Art. 3 KRK 2. FP). Auch in diesem FP ist ein Berichtsverfahren vorgesehen (Art. 12 KRK 2. FP). Dieses Protokoll trat am 18. Januar 2002 in Kraft (Art. 14 KRK 2. FP).
Das dritte Fakultativprotokoll (KRK 3. FP) vom 19. Dezember 2011, sieht ein Individual- und Staatenbeschwerdeverfahren beim CRC vor, in welchem Vertragsverletzungen hinsichtlich der KRK und den beiden Protokollen geltend gemacht werden können. Dazu ist bei schwerwiegenden oder systematischen Vertragsverletzungen durch ein Staat ein Untersuchungsverfahren durch den CRC vorgesehen. Dieses Protokoll trat am 14. April 2014 in Kraft (Art. 19 KRK 3. FP).

### Ratifikationen
| deutschsprachige Länder          | in Kraft   | Deutschland | Liechtenstein | Österreich | Schweiz    |
| -------------------------------- | ---------- | ----------- | ------------- | ---------- | ---------- |
| Kinderrechtskonvention (KRK)     | 02.09.1990 | 06.03.1992  | 22.12.1995    | 06.08.1992 | 24.02.1997 |
| KRK 1. FP – bewaffnete Konflikte | 12.02.2002 | 13.12.2004  | 04.02.2005    | 01.02.2002 | 26.06.2002 |
| KRK 2. FP – Kinderhandel         | 18.01.2002 | 15.07.2009  | 30.01.2013    | 06.05.2004 | 19.09.2006 |
| KRK 3. FP – Beschwerden          | 14.04.2014 | 28.02.2013  | 25.01.2017    | ------     | 24.04.2017 |

Hinweis zum KRK 3. FP: Wenn ein Staat das Protokoll ratifizierte, war er mit Individualbeschwerden einverstanden (Art. 1 KRK 3. FP). Für Staatenbeschwerden musste er in einer Erklärung die ausdrückliche Zustimmung erteilen (Art. 12 Abs. 1 KRK 3. FP). Wenn er mit einem Untersuchungsverfahren nicht einverstanden war, musste er dies ausdrücklich ablehnen (Art. 13 Abs. 7 KRK 3. FP); so wie beispielsweise Monaco.

### Die Arbeitsweisen des CRC
Zur Erläuterung seiner Tätigkeiten erstellte der Ausschuss Beschreibungen und Richtlinien (engl. Working methods).
- Zu den Staatenberichten (engl. Working methods CRC)[42]
- Zu den Individualbeschwerden (engl. Working methods OPIC)[43]
- Über die Beteiligung von Kindern an Staatenberichtsverfahren (engl. Working methods for the participation of children in the reporting process of the CRC)[15]
- Der Beteiligung von Kindern an Besprechungen über die Umsetzung der KRK (engl. Working methods for the participation of children in the days of general discussion of the CRC)[17]
- Ein Informationsblatt über den Ausschuss (engl. Fact Sheet No.10 Rev.1, The Rights of the Child)[44]

### Beteiligung von Kindern beim CRC
Laut Angaben vom Ausschuss können beim ihm nicht nur Erwachsene, sondern auch Kinder eigene Individualbeschwerden einreichen «Communications submitted by children» (Art. 5 KRK 3. FP), da das rechtliche Gehör der Kinder ein elementarer Grundsatz der KRK sei.
Des Weiteren können bei Staatenberichten neben den Kinderorganisationen von Erwachsenen (bspw. Netzwerk Kinderrechte), dem Kinderhilfswerk der Vereinten Nationen (UNICEF) auch von Kindern selbstständig gegründete und geführte Organisationen (Child-led organizations) Parallelberichte einreichen. In Art. 15 KRK ist die Vereinigungs- und Versammlungsfreiheit von Kindern bestimmt, womit die Gründung von solchen Organisationen in der KRK ausdrücklich vorgesehen ist. Der Ausschuss hat in Verbindung mit der Allgemeinen Bemerkung Nr. 12 von 2009 („Das Recht des Kindes, gehört zu werden“), Kriterien aufgestellt, die es bei Partizipationsprozessen zu beachten gilt.
Dazu können Kinder auch bei Verhandlungen des CRC über die Umsetzung der KRK gleichberechtigt teilnehmen, um dadurch dem Ausschuss und den Kinderorganisationen der Erwachsenen ein besseres Verständnis für die Umsetzung der KRK und deren Folgen zu ermöglichen (engl. Days of General Discussion, GDG).
Wie Kinder vor einem allfälligen durch Dritte geschützt werden, um zu verhindern, dass Kinder instrumentalisieren und beim Ausschuss vorgeschoben werden, um eigene Interessen zu verfolgen, ist nicht eruierbar (vgl. Art. 12 KRK Recht auf eigene Meinung, Art. 36 KRK Schutz vor Ausbeutung).

## Verfahrensordnungen der CRC
Der Ausschuss erstellte zwei Verfahrensordnungen (engl. Rules of Procedure, RoP), in welchen die Organisation, Verfahrensabläufe und Zuständigkeiten beim Ausschuss geregelt sind. Die Verfahrensordnung (VerfO-SB) wurde für die Prüfung der Staatenberichte und die Verfahrensordnung (VerfO-FP) für die im 3. Fakultativprotokoll vorgesehenen Verfahren erstellt.

### VerfO-SB für Staatenberichte
Für die Prüfung der Staatenberichte (Art. 44 KRK, Art. 8 KRK 1. FP, und Art. 12 KRK 2. FP) und der diesbezüglichen Verfahrensabläufe schuf der CRC die VerfO-SB, welche aus 4 Teilen besteht, dem Teil I. Allgemeine Bestimmungen, Teil II. Aufgaben des Ausschusses, Teil III Auslegung und Änderungen und dem Anhang, der Addis Abeba Richtlinie über die Unparteilichkeit der UN-Vertragsorgane. Sie enthält 82 als Regel bezeichnete Bestimmungen und ist in 17 Kapitel unterteilt. Für die Prüfung der Staatenberichte ist das Kapitel 14 maßgeblich.

### VerfO-FB für Beschwerdeverfahren
Zur Organisation der in der KRK 3. FP vorgesehenen Verfahren schuf der CRC eine zusätzliche Verfahrensordnung, die VerfO-FB. Sie besteht aus 4 Teilen und enthält 49 als Regel bezeichnete Bestimmungen. Der CRC bezeichnete diese VerfO als Rules of procedure OPIC (Optional Protocol Individual Complaints).
Die maßgeblichen Teile der VerfO-FB sind:
- Teil 2 Das Individualbeschwerdeverfahren Mitteilungen (Art. 5 KRK 3. FP)
- Teil 3 Das Untersuchungsverfahren (Art. 13 KRK 3. FP)
- Teil 4 Verfahren bei Staatenbeschwerden (Art. 12 KRK 3. FP)

## Prüfung der Staatenberichte
Alle Vertragsstaaten sind verpflichtet, dem Ausschuss regelmäßig Berichte vorzulegen, in denen sie darlegen, wie sie innerstaatlich die KRK und die Zusatzprotokolle umgesetzt haben, der Ablauf der Prüfung der Staatenberichte ist im Kap. 14 der VerfO-SB geregelt.
Dazu erstellte der Ausschuss Richtlinien, welche Angaben diese Berichte enthalten müssen:
- Richtlinie für Erstberichte gem. Art. 44 Abs. 1 lit a KRK[53]
- Richtlinie für Erstberichte zum 1. FP gem. Art. 8 KRK 1. FP[54]
- Richtlinie für Erstberichte zum 2. FP gem. Art. 12 KRK 2. FP[55]
- Richtlinie für die periodischen Staatenberichte gem. Art. 44 Abs. 1 lit b KRK[56]

Die Vertragsstaaten müssen nach Artikel 44 KRK innerhalb von zwei Jahren nach Vertragsabschluss einen Erstbericht (engl. Initial report) einreichen, danach alle fünf Jahre einen periodischen Staatenbericht (engl. Periodical reports). Das 1. und 2. FP sehen ebenfalls Erstberichte vor (Art. 8 KRK 1. FP, Art. 12 KRK 2. FP). Die periodischen Staatenberichte beziehen sich dann auf alle ratifizierten Abkommen.
Wegen Überlastung der Ausschüsse wurde von der UN-Generalversammlung das vereinfachte Staatenberichtsverfahren (engl. Simplified Reporting procedure) eingeführt. Wenn bei der letzten Prüfung eines Staatenberichts keine erheblichen Mängel festgestellt wurden, kann der Ausschuss nun das vereinfachte Verfahren durchführen, in welchem er den Vertragsstaaten eine Liste mit offenen Problemen und Fragen zustellt (engl. list of issues prior to reporting, LOIPR), dessen Antworten (engl. Replies to LOIs) gelten dann als periodische Staatenberichte.
Am Staatenberichtsverfahren können sich auch Nichtregierungsorganisationen (NGOs), von Kindern selbst gegründeten und geleiteten Organisationen (Child-led organizations), nationale Menschenrechtsorganisationen (NHRIs), UN-Sonderorganisationen wie das Kinderhilfswerk der UNO, die WHO, UNHCR, ILO, UNESCO usf. beteiligen und Parallelberichte zu den Staatenberichten einreichen, um eine unzureichende Umsetzung der KRK durch die Vertragsstaaten aufzuzeigen. Dabei können Lücken oder Fehler der Staatenberichte verdeutlicht und auf Defizite hingewiesen werden (Art. 45 KRK, Regel 74 VerfO-KRK).
Die Berichtsprüfung findet in öffentlichen Sitzungen statt, in welcher der Ausschuss prüft, ob der Vertragsstaat die Verträge korrekt umsetzte und wie er bestehende Mängel beheben könnte (Regel 72 VerfO-KRK). Für die Teilnahme Dritter an der öffentlichen Verhandlung ist eine Zulassung erforderlich (engl. Accreditation). Wenn die Staaten trotz Mahnung keine Berichte einreichen, prüft der CRC die Umsetzung der KRK anhand der Parallelberichte und stellt das Prüfergebnis mit den Empfehlungen dem säumigen Staat zu (Regel 71 VerfO-KRK).
Stellt der Ausschuss bei der Berichtsprüfung fest, dass der Staat seine vertraglichen Verpflichtungen nicht erfüllt hat, so kann er ihm Vorschläge zur Behebung der Mängel unterbreiten (Art. 45 lit. d KRK, Regel 75 ff. VerfO-KRK). Diese werden als „Abschließenden Beobachtungen“ (englisch Concluding Observations) bezeichnet.
Diese Vorschläge, Empfehlungen des CRC sind rechtlich nicht bindend, die Umsetzung kann nicht erzwungen werden und es ist nur ein Anschlussverfahren (engl. Follow-up) vorgesehen, in welchem ein Berichterstatter die Umsetzung der Empfehlungen durch den Staat prüft. Gegebenenfalls werden beim nächsten Staatenbericht wieder dieselben Vorschläge gemacht. Sanktionen sind gegenüber dem betreffenden Staat nicht vorgesehen.
Da einige Staaten keine oder verspätet ihre Berichte einreichen, erstellte das UN-Hochkommissariat für Menschenrechte (UNHCHR), eine Liste mit den Staaten, die ihre Berichte pünktlich einreichen (z. B. Italien, die Schweiz usw.), und eine Liste mit denjenigen, die in Verzug sind (z. B. Deutschland, Lichtenstein, Österreich, der Vatikan etc.).

## Individualbeschwerde
Die Individualbeschwerden werden euphemistisch als Mitteilungen bezeichnet. Bei Verstößen eines Vertragsstaates gegen die KRK und seine beiden Zusatzprotokollen können beim Ausschuss Beschwerden eingereicht werden, sofern der betreffende Staat diese Abkommen ratifizierte (Art. 5 KRK 3. FP). Dieses Verfahren ist im Teil II vom KRK 3. FP und im Teil II der VerfO-FP geregelt.
Zu diesem Zweck wurde ein Leitfaden für Beschwerden (engl. Model complaints form) erstellt, mit einer Rechtsbelehrung und den vom CRC verlangten Angaben.
Die Beschwerde muss beim Ausschuss schriftlich eingereicht werden, sie darf nicht anonym sein und muss in einer der Arbeitssprachen des Ausschusses verfasst sein, dazu muss der nationale Rechtsweg erfolglos durchlaufen sein (Art. 7 KRK 3. FP). Erst dann können innerhalb eines Jahres beim Ausschuss Individualbeschwerden eingereicht werden. Eingaben nach Ablauf dieser Frist werden für unzulässig erklärt (ratione temporis). Beschwerden können auch mit der Begründung abgelehnt werden, der Ausschuss sei nicht zuständig, da die geltend gemachte Verletzung nicht im KRK oder einem seiner Zusatzprotokolle enthalten sei (ratione materiae) oder sie würde ein Missbrauch des Beschwerderechts darstellen. Die gleiche Beschwerde darf auch nicht bei einem anderen internationalen Organ (z. B. beim EGMR, einem anderen UN-Vertragsorgan o. ä.) eingereicht werden.
Die bei der UNO eingereichten Beschwerden werden üblicherweise zuerst vom Sekretariat des UHCHR formell geprüft (Regel 14 und 16 VerfO 3 FP), dann wird die Beschwerde vom Sekretariat entweder abgelehnt oder registriert und an den Ausschuss weitergeleitet (Regel 16 VerfO 3 FP). Wurde die Mitteilung nicht entgegengenommen, wird dies dem Beschwerdeführer in einem Standardschreiben mitgeteilt, in welchem meistens ungenügende Begründung angegeben wird, obwohl dies gar nicht vorgesehen ist (Art. 7 KRK) und stattdessen Informationen eingeholt werden müssten (Regel 15 VerfO-FP). Über die Anzahl der bereits vom Sekretariat abgelehnten Beschwerden wird keine Statistik geführt.
Falls sie entgegengenommen wurde, wird die Beschwerde an den betreffenden Staat zur Stellungnahme weitergeleitet, woraufhin dieser die Einrede der Unzulässigkeit einbringen kann (Regel 18 VerfO 3 FP). Der Ausschuss versucht auch eine gütliche Einigung zu erreichen (Art. 9 KRK 3. FP, Regel 25 VerfO 3 FP). Wenn der Vertragsstaat dem zustimmt, wird dies in einem Entscheid festgehalten (engl. Discontinuance decision), wodurch der Fall erledigt ist.
Kam keine gütliche Einigung zustande, prüft der Ausschuss die formelle Zulässigkeit der Beschwerde (Art. 10 KRK 3. FP, Regel 20 VerfO-FP). Wenn er die Beschwerde für unzulässig erklärt, dann begründet er – im Gegensatz zum Sekretariat – seinen Entscheid der Unzulässigkeit. Wenn die Beschwerde zugelassen wurde, setzt er sich inhaltlich mit der Beschwerde auseinander. Stellt er eine Vertragsverletzung fest, unterbreitet er dem Staat Vorschlägen und Empfehlungen wie er diese beheben könne (Art. 10 KRK 3. FP).
Die Empfehlungen sind rechtlich nicht bindend. Es liegt dann im Ermessen des Staates, den Empfehlungen gebührend nachzukommen oder nicht (Art. 11 KRK 3. FP). Die Umsetzung der Empfehlungen kann nicht erzwungen werden, es ist nur ein Anschlussverfahren (engl. Follow-up) vorgesehen, in welchem ein Berichterstatter die Umsetzung der Empfehlungen durch den Staat prüft. Sanktionen gegenüber dem betreffenden Staat sind nicht vorgesehen.

### Von Kindern eingereichte Beschwerden
Nach Angaben des Ausschusses können Kinder bei ihm Individualbeschwerden einreichen, nachdem der nationale Rechtsweg erfolglos durchlaufen war. Der Ausschuss unterscheidet zwischen Beschwerden von Kindern (Communications submitted by children) und von Erwachsenen (Communications submitted by adults).
In der Allgemeinen Bemerkung Nr. 12 legte der Ausschuss fest, dass Kinder einen Anspruch auf rechtliches Gehör haben und ihre Rechte wahrnehmen können müssen, für Kinder in Gerichts- und Verwaltungsverfahren ein wirksamer Rechtsbehelf geschaffen werden müsse, damit die Kinder selber oder durch einen Vertreter ihre Rechte wahrnehmen können.
Die von Kindern eingereichten Beschwerden werden – im Gegensatz zu den Beschwerden der Erwachsenen – nicht vom Sekretariat auf Zulässigkeit geprüft, sondern sogleich an den Ausschuss weitergeleitet. Kinder dürfen die Individualbeschwerde auch in ihrer Sprache verfassen. Die Beschwerde wird dann an die zuständige Arbeitsgruppe überwiesen, welche die Beschwerde materiell prüft. Der Entscheid ob eine Vertragsverletzung vorliege oder nicht, würde dann Kindergerecht formuliert werden (will be drafted using child-friendly language).
Bei Beschwerden von Interessenvertretern der Kinder würde er prüfen, ob ein Rechtsmissbrauch vorliegen würde, bspw. bei Scheidungen, wenn ein Elternteil eine Individualbeschwerde einreicht, jedoch eigene Interessen verfolgt und nicht die Interessen des Kindes, das Kindswohl.

### Vorsorgliche Maßnahmen
Bei der Einreichung einer Individualbeschwerde können gleichzeitig auch Vorsorgliche Maßnahmen (engl. Interim measures) verlangt werden (Regel 7 VerfO-FP), wenn ein nichtwiedergutzumachender Schaden droht. Solche Anträge müssen so schnell wie möglich – mit dem Vermerk Urgent Interim measures versehen sein, damit das Sekretariat genügend Zeit hat, das Begehren zu prüfen und – falls die Beschwerde nicht sogleich abgelehnt wird – gegebenenfalls solche Maßnahmen anzuordnen. Diesbezüglich erstellte der Ausschuss eine Richtlinie mit näheren Angaben zu den vorsorgliche Maßnahmen.
Der Ausschuss kann auch von sich aus solche Maßnahmen anordnen (Art. 6 KRK), sie stellt jedoch kein Entscheid über die Zulässigkeit der Beschwerde oder der Feststellung einer Vertragsverletzung durch den Staat dar.

### Beschwerden beim CRC und EGMR
Eine Beschwerde beispielsweise wegen Verstoß gegen Art. 9 Abs. 4 KRK und Art. 5 EMRK Freiheitsstrafe darf nicht gleichzeitig beim Ausschuss und dem EGMR eingereicht werden, da es derselbe Sachverhalt ist (same matter). Es ist jedoch zulässig beim Ausschuss eine Beschwerde wegen Art. 14 KRK Religionsfreiheit und beim EGMR eine Beschwerde wegen Verstoß gegen Art. 7 EMRK Keine Strafe ohne Gesetz einzureichen, da es keine Überschneidung gibt, sondern verschiedene Vertragsverletzungen durch denselben Staat betrifft. In der EMRK ist die Religionsfreiheit für Kinder nicht vorgesehen, sondern nur in der KRK.
Es gibt Beschwerden, welche zuerst beim EGMR eingereicht wurden, die Beschwerde vom EGMR jedoch mit der Standardbegründung nicht entgegengenommen wurde: die Beschwerde hat keinen Anschein einer Verletzung der in der Konvention (EMRK) oder ihren Zusatzprotokollen garantierten Rechte und Freiheiten, die Beschwerde dann von einem UN-Ausschuss mit der Begründung abgelehnt wurde, sie sei angebliche vom EGMR geprüft worden, obwohl der EGMR die Beschwerde gar nicht materiell prüfte, sondern nicht entgegennahm.
Sinngemäß der Entscheid No. 577/2013 des CAT-Ausschuss vom 9. Februar 2016, i.S. N.B. c. Russland wegen Folter. Der Beschwerdeführer hatte gleichzeitig beim EGMR eine identische Beschwerde eingereicht (No. 33772/13), weswegen der CAT-Ausschuss die Beschwerde ablehnte (siehe CAT-Entscheid RZ 8.2). In der Urteilsdatenbank HUDOC des EGMR gibt es jedoch kein Urteil mit der No. 33772/13, da die Beschwerde von der Kanzlei verweigert und aus dem Register gestrichen wurde – somit vom EGMR nicht geprüft wurde.
Im Gegensatz zu den UN-Ausschüssen, lehnt der EGMR Individualbeschwerde ab, welche im Wesentlichen mit einer schon vorher vom EGMR geprüften Beschwerde übereinstimmt (Art. 35 Abs. 2 lit b EMRK). Die UN-Ausschüsse nehmen solche identischen Beschwerden solange entgegen, bis die Staaten ihre Gesetze und Rechtsprechung ändern.

## Staatenbeschwerde
Der Ausschuss ist befugt Staatenbeschwerden zu prüfen, wenn ein Vertragsstaat geltend macht, ein anderer Vertragsstaat komme seinen Verpflichtungen aus der KRK und den beiden Fakultativprotokollen nicht nach. Die Voraussetzung dazu ist, dass beide Staaten bei der Ratifikation des dritten Fakultativprotokolls in einer Erklärung die diesbezügliche Zuständigkeit des Ausschusses ausdrücklich anerkannten (Art. 12 KRK 3. FP). Das Verfahren bei Staatenbeschwerden ist im Teil IV der VerfO 3. FP geregelt.
Der Ausschuss versucht dann zu vermitteln und eine gütliche Einigung zu erreichen, wenn keine Einigung erzielt werden konnte, wird dies in einem Bericht zusammengefasst, womit das Verfahren erledigt ist (Regel 49 VerfO 3. FP).
Bislang stimmten diesem Verfahren nur zwölf Staaten zu, Monaco hatte den Ausschuss sogar ausdrücklich abgelehnt, obwohl eine ausdrückliche Zustimmung nötig gewesen wäre.

## Untersuchungsverfahren
Das dritte Fakultativprotokoll beinhaltet ebenfalls ein Untersuchungsverfahren, welches den Ausschuss legitimiert Untersuchungen durchzuführen, wenn zuverlässige Informationen über schwerwiegende oder systematische Vertragsverletzungen durch einen Staat vorliegen, bspw. beim Einsatz von Kindersoldaten. Dabei wird die Mitwirkung des betreffenden Vertragsstaats angestrebt (Art. 13 f. KRK 3. FP), das Untersuchungsverfahren ist im Teil III der VerfO 3. FP geregelt.
Die Voraussetzung dazu ist, dass der betroffene Staat bei der Ratifikation des Vertrags in einer Erklärung die diesbezügliche Zuständigkeit des Ausschusses explizit anerkannte (Art. 13 Abs. 7 KRK 3. FP). Diese Ermächtigung des Ausschusses kann wiederum jederzeit von den Vertragsstaaten mittels einer entsprechenden Erklärung zurückgezogen werden (Art. 13 Abs. 8 KRK 3. FP).
Nachdem das Untersuchungsverfahren abgeschlossen ist, übermittelt der CRC die Untersuchungsergebnisse dem betreffenden Vertragsstaat. Wenn er Missstände feststellte erteilt er ihm Empfehlungen, wie er diese Missstände beheben könne. Innerhalb von sechs Monaten sollte der Staat den Ausschuss über die getroffenen oder beabsichtigten Maßnahmen unterrichten. Als Anschlussverfahren (Follow-up) zur Kontrolle der Umsetzung der Empfehlungen ist das Staatenberichtsverfahren vorgesehen (Art. 14 KRK 3. FP, Regel 42 VerfO 3. FP).

## Allgemeine Bemerkungen des CRC
Zur Auslegung und Präzisierung der einzelnen Bestimmungen in der Kinderrechtskonvention und den dazugehörenden Protokollen, veröffentlicht der CRC-Ausschuss Allgemeine Bemerkungen (engl. General comments). Sie sollen Missverständnisse ausräumen und die Vertragsstaaten bei der Erfüllung ihrer Verpflichtungen behilflich sein.

## Mitglieder des CRC
| Name                                  | Land       | bis am   |
| ------------------------------------- | ---------- | -------- |
| Fr. Suzanne AHO-ASSOUMA               | Togo       | 28.02.23 |
| Fr. Amal Salman ALDOSERI              | Bahrain    | 28.02.21 |
| Fr. Hynd AYOUBI IDRISSI               | Marokko    | 28.02.23 |
| Hr. Bragi GUDBRANDSSON                | Island     | 28.02.23 |
| Hr. Philip D. JAFFE                   | Schweiz    | 28.02.23 |
| Fr. Olga a. KHAZOVA (Vice)            | Russland   | 28.02.21 |
| Hr. Cephas LUMINA                     | Sambia     | 28.02.21 |
| Gehad Madi                            | Ägypten    | 28.02.23 |
| Mrs. Faith MARSHALL-HARRIS            | Barbados   | 28.02.23 |
| Hr. Benyam Dawit MEZMUR               | Äthiopien  | 28.02.21 |
| Hr. Clarence NELSON                   | Samoa      | 28.02.23 |
| Fr. Mikiko OTANI                      | Japan      | 28.02.21 |
| Hr. Luis Ernesto PEDERNERA REYNA      | Uruguay    | 28.02.21 |
| José Angel RODRÍGUEZ REYES            | Vanuatu    | 28.02.23 |
| Fr. Aïssatou Alassane Moulaye SIDIKOU | Niger      | 28.02.23 |
| Fr. Ann Marie SKELTON                 | Südafrika  | 28.02.21 |
| Fr. Velina TODOROVA                   | Bulgarien  | 28.02.21 |
| Fr. Renate WINTER                     | Österreich | 28.02.21 |

## Rapporte der Staatenberichte
- Deutschland – Rapporte und Berichte in der Datenbank des CRC
- Liechtenstein – Rapporte und Berichte in der Datenbank des CRC
- Österreich – Rapporte und Berichte in der Datenbank des CRC
- Schweiz – Rapporte und Berichte in der Datenbank des CRC

## Vertragsgrundlagen
- Rules of procedure, Verfahrensordnung KRK, Version CRC/C/4/Rev.4 vom 18. März 2015
- Rules of procedure OPIC, Verfahrensordnung zum 3. Fakultativprotokoll, Version CRC /C/62/3 vom 16. April 2013
- Übereinkommen über die Rechte des Kindes (KRK) in: Liechtensteinische Gesetzessammlung
- Ratifikationsstand der KRK – Status of treaties in: Vertragssammlung der UNO
- 1. FP zur KRK zur Beteiligung von Kindern an bewaffneten Konflikten (KRK 1. FP) in: Liechtensteinische Gesetzessammlung
- Ratifikationsstand vom KRK 1. FP – Status of treaties in: Vertragssammlung der UNO
- 2. FP zur KRK betreffend Verbot von Kinderhandel, Kinderprostitution und Kinderpornographie (KRK 2. FP) in: Liechtensteinische Gesetzessammlung
- Ratifikationsstand vom KRK 2. FP – Status of treaties in: Vertragssammlung der UNO
- 3. FP zur KRK betreffend dem Mitteilungsverfahren (KRK 3. FP) in: Liechtensteinische Gesetzessammlung
- Ratifikationsstand vom KRK 3. FP – Status of treaties in: Vertragssammlung der UNO